# Karolina Widerström
Karolina Olivia Widerström (Helsingborg, 10 de desembre de 1856 - Kungsholms, 4 de març de 1949) va ser una metgessa ginecòloga sueca. Va ser la primera metgessa amb educació universitària al seu país. També va ser feminista i política, i es va involucrar en temes com educació sexual i sufragi femení. Va presidir l'Associació Nacional per al Vot Femení (Landsföreningen för kvinnans politiska rösträtt) i membre del consell municipal d'Estocolm.

## Biografia
Era la filla del professor de gimnàstica i veterinari Otto Fredrik Widerström i d'Olivia Erika Dillen. La família Widerström es va establir a Estocolm el 1873.
Oficialment, les dones van ser admeses en les universitats a Suècia el 1870. El seu pare desitjava que Karolina fora professora de gimnàstica com ell. Entre 1873 i 1875, Karolina Widerström va estudiar a l'Escola de Gimnàstica i Ciències de la Salut de Suècia (Gymnastik- och idrottshögskolan), i entre 1875 i 1877 va ser assistent de professor Branting. El 1879 va passar seu examen en la Wallinska skolan, i el 1880, el seu examen de filosofia mèdica a la Universitat d'Uppsala. Al maig de 1884 va aprovar l'examen de medicina a l'Institut Karolinska, convertint-se en la primera dona en finalitzar els estudis en aquesta institució.
Widerström va voler que les dones i nenes coneguessin més sobre els seus cossos, que vestissin de forma més saludable i que tinguessin els mateixos drets i possibilitats que els homes. Va treballar especialment en ginecologia i salut de les dones. El seu treball més conegut en aquest terreny va ser Kvinnohygien (Higiene femenina), que va ser publicat per primera vegada el 1899 i reimprès en set edicions fins èl 1932. Al voltant de 1900, Widerström va militar per abolir l'anomenada «reglamentació de prostitutes», que consistia en exàmens forçats de malalties venèries en prostitutes, un sistema altament qüestionat per les activistes pels drets de les dones en aquella època, les qui van organitzar la Federació Sueca (Svenska Federationen) per oposar-s'hi.
Karolina Widström va ser triada per al consell municipal d'Estocolm el 1912 pels liberals, càrrec que va ocupar fins al 1915. Va ser triada president de l'Associació Nacional per al Vot Femení (Landsföreningen för kvinnans politiska rösträtt, LKPR) el 1918, un any abans que aquest dret fos establert a Suècia; per aquest motiu l'associació es va dissoldre el 1921 amb la seva renúncia, a l'haver assolit els objectius de l'organització i les dones van poder votar en l'elecció d'aquest any.

## Selecció d'obres
- Om den kvinnliga klädedräkten betraktad ur hälsans synpunkt.  Stockholm: Lars Hökerbergs förlag, 1893 (Svenska spörsmål, 99-1307386-3 99-1307386-3 ; 16). «libris: 4f0fvh502w13ntnh»
- Kvinnohygien : populärt framställd.  Stockholm: Norstedt, 1899. «libris: 1856674»
- Om utsträckningen af ämnet hälsolära vid våra flickskolor : inledningsföredrag till diskussion vid 7:de allmänna flickskolemötet i Stockholm 11-13 juni 1901, 1901. «libris: 3dxq51xf12m7h7kr»
- Några ord om undervisningen i hälsolära och om arbetshygien : föredrag hållet vid åttonde Allmänna flickskolemötet i Göteborg, 1905. «libris: 2231076»
- Varningsord till unga kvinnor.  Stockholm: Nya tryckeri AB, 1905. «libris: 3173728»
- Barnets rätt och värn : föredrag vid kongressen för fattigvård och folkförsäkring i Stockholm den 4. okt. 1906.  Uppsala: Appelberg, 1906 (I vår tids lifsfrågor, 99-0919837-1 ; 47 = årg. 10(1906) : h. 5). «libris: 1614449»
- Uppfostran och sexuell hygien : föredrag hållet vid sommarkurserna i Stockholm 1907 samt (i något ändrad form) vid Anitalkoholkongressen s. å, 1907. «libris: 1305010»
- Friluftsskolor för klena barn, 1913. «libris: 3173723»
- Föreningen Barnavårdsskolan : 10-årsberättelse, 1914. «libris: 3173720»
- Den sexualpedagogiska frågan : folkundervisningskommitténs behandling därav, 1915. «libris: 14673276»
- Om behandlingen av kvinnliga "arbetsovilliga och samhällsvådliga" : inledningsföredrag till diskussion, 1920. «libris: 17002116»
- Hygieniska önskemål beträffande flickornas högre skolutbildning : föredrag hållet i Svenska Läkarsällskapet den 15 mars 1921, 1920. «libris: 17002126»
- Reformsträvanden inom svensk gymnastik : en översikt av huvuddragen i det vid Stockholms folkskolor tillämpade gymnastiksystemet, 1922. «libris: 3173727»
- Text till Anatomiska väggtavlor.  Stockholm: Norstedt, 1928. «libris: 1337426»